# Papuagrion ekari
Papuagrion ekari – gatunek ważki z rodziny łątkowatych (Coenagrionidae). Znany tylko z okazów typowych – dwóch samców i czterech samic odłowionych w 1939 roku w indonezyjskiej części Nowej Gwinei.